# سیارک ۶۵۶۵
سیارک ۶۵۶۵ (به انگلیسی: 6565 Reiji، نامگذاری:1992FT) شش هزار و پانصد و شصت و پنجمین سیارک کشف شده‌است که در ۲۳ مارس ۱۹۹۲ کشف شد.
قدر مطلق سیارک برابر ۱۴٫۱۰ است.